# Koninklijke Nederlandsche Automobiel Club
De KNAC, Koninklijke Nederlandsche Automobiel Club, is een belangenvereniging van automobilisten, opgericht op 3 juli 1898 onder de naam Nederlandsche Automobiel Club (NAC).

## Historie
Bij oprichting reed er in Nederland nog maar een tiental auto's rond. De eerste twee auto's waren net twee jaar daarvoor in Nederland ingevoerd. De nog jonge club vulde meteen haar statutaire rol in om clubtochten te bevorderen; de allereerste echte rit werd door de Franse zusterclub A.C.F., waar goede contacten mee bestonden, georganiseerd van Parijs naar Amsterdam. In 1899 startte de club met haar andere rol van belangenbehartiger toen zij haar steun betuigde aan het beleid van de toenmalige minister van Waterstaat, Handel en Nijverheid om een eind te maken aan belemmeringen voor auto's.
In 1904 heeft de N.A.C. tezamen met 12 andere autoclubs de A.I.A.C.R. (Association Internationale des Automobiles Clubs Reconnus) opgericht met als doel wereldwijd de autosport en de belangen van de automobilist te behartigen en te coördineren voor de diverse landenclubs. De A.I.A.C.R. is later hernoemd tot FIA (Fédération Internationale de l'Automobile). Op 20 juni 1913 verleende H.M. Koningin Wilhelmina de N.A.C. het predicaat Koninklijk. Vanaf dat moment werd het dus de K.N.A.C. (later KNAC zonder de puntjes).
De club heeft vele jaren de FIA-sportlicenties in Nederland uitgegeven, tot in 1980 de KNAC-sportcommissie werd verzelfstandigd in de KNAC Nationale Autosport Federatie (KNAF). De KNAC bleef doorgaan met haar andere werkvelden zoals belangenbehartiging, toerisme e.d.
Na de oorlog heeft de KNAC zich onderscheiden door als de eerste in Nederland anti-slipscholen in te richten. Daarmee gaf zij invulling aan het veiliger rijden.

## Heden
De hoofddoelstellingen van de KNAC zijn in de kern nog dezelfde als die van 1898: het behartigen van de belangen van de automobilist en het laten genieten van de auto als fenomeen in alle aspecten. De KNAC heeft veel minder leden dan de ANWB en richt zich niet op wandelaars en fietsers. De leden zijn liefhebbers van auto's, en dan met name oldtimers.
De club geeft een eigen tijdschrift uit dat ook al sinds 1904 (met een onderbreking in de jaren 90) de naam "de Auto" draagt. Ook geeft zij de "Autojaarboeken" uit.

## Kantoren
De KNAC had een kantoor op nummer 10 van de Lange Vijverberg.
Aan de Prinsessegracht had de KNAC een kantoor tussen de Bethlehemkliniek en het Ministerie van Justitie. Tijdens het bombardement van het Bezuidenhout viel er een bom in de gracht. Het gebouw van de KNAC bleef gespaard maar zat onder de modder.
Na 1949 werd kantoor gehouden aan de Sophialaan 4 . Later verhuisde de KNAC naar het ANWB-gebouw aan de Wassenaarseweg.
Op de Schelpkade 16 had de KNAC een eigen werkplaats, waar auto's gekeurd werden.

## Trivia
- De eerste voorzitter van de KNAC was notaris Johannes Philippus Backx (1849-1910) te Wieringerwaard, hij was tevens een van de eerste automobielbezitters in Nederland. Hij liet in 1896 een Daimler Victoria importeren.